# 池野谷ひろみ
池野谷 ひろみ（いけのや ひろみ、1962年 - ）は日本の実業家である。旧姓、金子。1998年より、中華料理チェーン「ぎょうざの満洲」の社長を務める。

## 来歴
1962年、金子梅吉の娘として埼玉県に生まれる。1964年、梅吉は前職の牛乳販売業から転身し、埼玉県所沢市に中華料理店「満洲里」を開店した（1977年に「ぎょうざの満洲」に商号変更）。
ひろみは1982年に嘉悦女子短期大学卒業後、食品商社に入社。4年間勤めたのち、結婚を機に退社。「結婚式まで日があるなら、社業を手伝ってはどうか」と梅吉に誘われ、1986年にぎょうざの満洲に入社した。会社員時代の経験を生かし、コンピュータによる経理や受発注のシステムを構築。1998年、父梅吉に代わり、社長に就任した。
入社してまもなく、各店舗の帳簿上と実際の原材料費の誤差が大きいことに気づく。その原因が店ごとに盛り付けにばらつきがあるからだと分かり、マニュアル化によって店舗ごとの味のばらつきを抑えることに成功した。社長に就任してからは女性経営者として、女性従業員が働きやすいよう営業時間の短縮や中華鍋の軽量化などの施策も行っている。自社農場での野菜栽培や、餃子に使う豚肉の脂身を減らすなどの改革も行っている。
ぎょうざの満洲の、「3割うまい!!」のキャッチコピーが添えられたマスコットキャラクターの「ランちゃん」は、11歳頃のひろみをモチーフにしたものである。